# Hentrich, Petschnigg & Partner

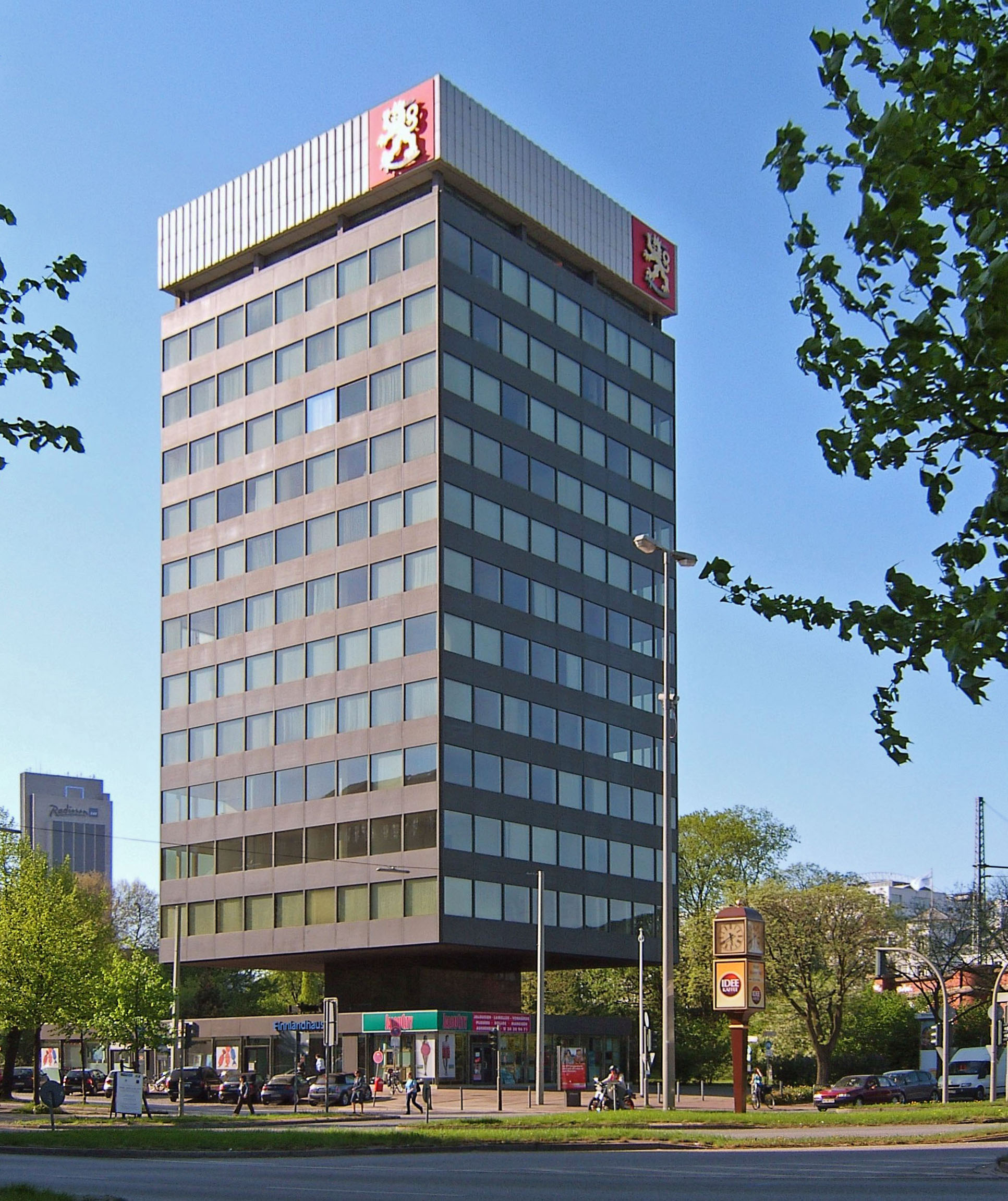
Finnlandhaus skapades av Hentrich och Petschnigg.

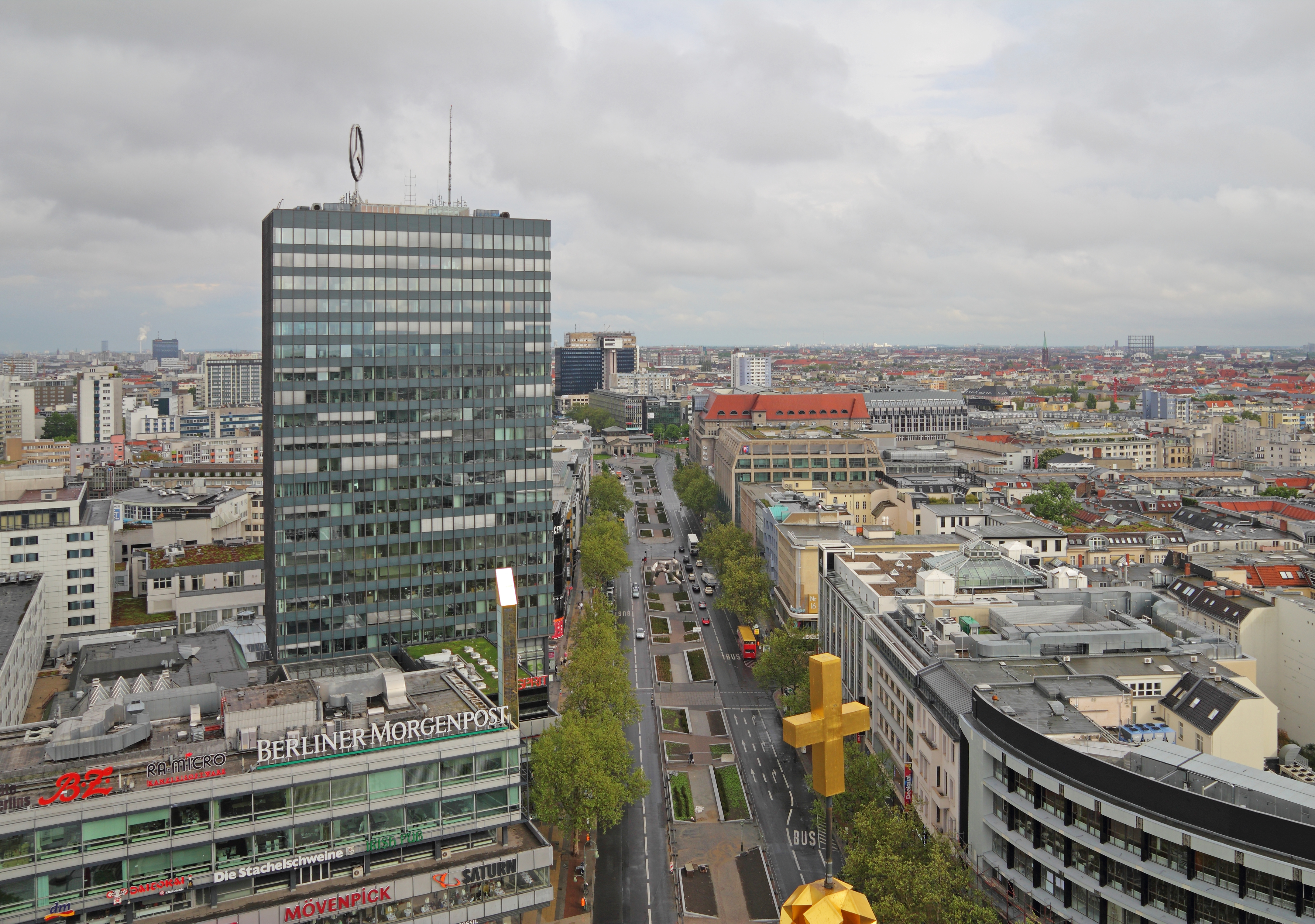
Europa-Center höghus.

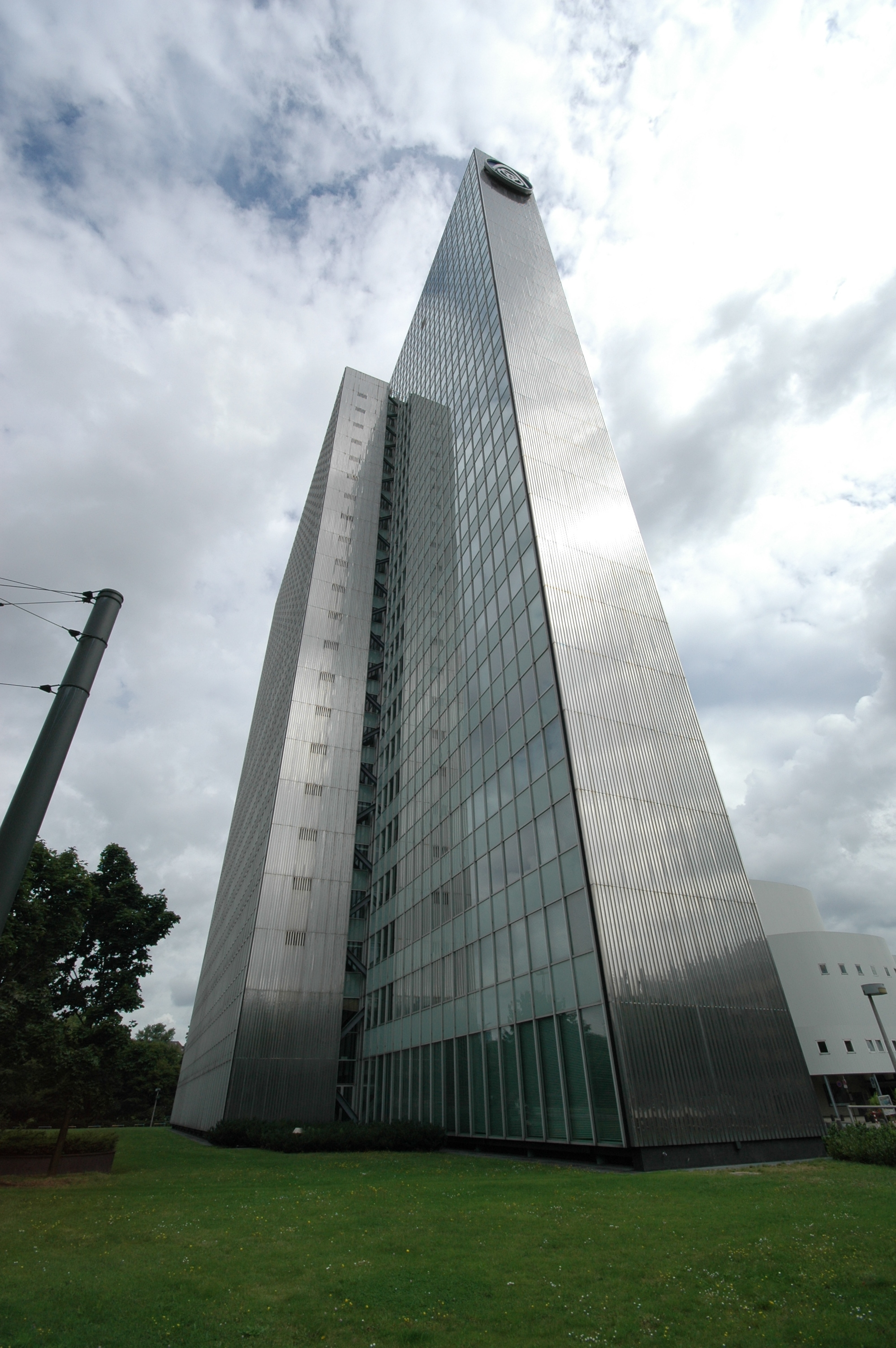
Dreischeibenhaus i Düsseldorf

Hentrich, Petschnigg & Partner (HPP) är en arkitektbyrå i Tyskland med huvudkontor i Düsseldorf. Helmut Hentrich startade tillsammans med Hans Heuser Hentrich & Heuser 1935. Efter Heusers död 1953 började Hentrich arbete med Hubert Petschnigg. Hentrich, Petschnigg & Partner skapades 1959 då Hentrich, Petschnigg och ytterligare sex arkitekter gick samman i en gemensam arkitektbyrå.
Byrån specialiserade sig på förvaltningsbyggnader (offentliga byggnader och kontor) och blev en Tysklands ledande arkitektbyråer. Hentrich, Petschnigg & Partner har ritat flera kända kontorsbyggnader runt om i Tyskland. Under 1960- och 1970-talet gjorde skapade man huvudkontor för flera tyska storkoncerner, bland annat Bayer-Hochhaus, Unilever-Haus, Thyssen-Haus och Rank Xerox. Under senare år har man bl.a. skapat Veltins-Arena i Gelsenkirchen (2001).
De verk som skapades av Hentrich, Heuser och Petschnigg innan skapandet av HPP räknas in i Hentrich, Petschnigg & Partner, bland dem BASF-Hochhaus.

## Byggnadsverk
- Thyssen-Haus (Dreischeibenhaus) Düsseldorf 1957–1960
- Bayer-Hochhaus Leverkusen 1960–1963
- Unilever-Haus Hamburg 1961–1964
- KHD Hochhaus, Köln 1961-1964
- Palais Nesselrode - Hetjens Museum, Düsseldorf 1961-1967
- WDR Westdeutscher Rundfunk, Köln 1962-1970
- Europa-Center Berlin 1963-1964
- Ruhr-Universität Bochum 1963-1972
- Evangelische Bonhoeffer Kirche Düsseldorf 1964–1965
- Oberfinanzdirektion Münster 1966
- Verwaltungszentrum Procter & Gamble, Schwalbach/Taunus 1967-1970
- Huvudkontor Rank Xerox Düsseldorf 1968–1970
- Finnlandhaus, Hamburg
- Standard Bank Center Johannesburg 1965–1970
- Hauptverwaltung TÜV Rheinland e.V., Köln-Poll 1970-1974
- Diamond Sorting Building, Kimberley, Rep.Südafrika 1971-74
- RWI-Haus, Düsseldorf 1971-1974
- Haus Hentrich Düsseldorf 1973–1974
- Hauptverwaltung Rheinische Braunkohlenwerke, Köln 1973-1976
- Tonhalle Düsseldorf 1973-1978
- Marriott Riyadh Hotel, Saudi-Arabien 1977-1981
- Innenministerium NRW, Düsseldorf 1977-1980
- Trianon-Hochhaus - BfG Bank für Gemeinwirtschaft, Frankf.a.M. 1988-1993
- Sheraton Hotel, Essen 1979-1981
- Forum Hotel, Mecca, Saudi-Arabien 1980-1983
- Handelsblatthaus, Düsseldorf 1980-1983
- Olivandenhof, Köln 1987-1988
- Stadtsparkasse Köln 1990–1992
- Haus des Buches, Leipzig 1993-1996
- Tabakmoschee „Yenidze", Dresden 1993-1996
- Neven DuMont Haus, Köln 1994-1998
- Eurotower, Frankfurt am Main 1994-1995
- Veltins-Arena, Gelsenkirchen 1997-2001
- Detlev-Rohwedder-Haus, Bundesmin. d. Finanzen, Berlin 1997-2000